# ホルヘ・ビジャファニャ
ホルヘ・ビジャファニャ（Jorge Villafaña 、1989年9月16日 - ）は、アメリカ合衆国・カリフォルニア州アナハイム出身の元プロサッカー選手。元サッカーアメリカ合衆国代表。現役時代のポジションはDF（LSB）。

## 経歴

### 初期
アナハイムで生まれ、メキシコのペンハモで育った。高校進学の段階でアナハイムに戻った。アナハイムの学校を卒業し、2007年3月にチーヴァスUSAのU-19チームに入団した。

### クラブ
2007年7月、チーヴァスとプロ契約を結んだ。初年度はデビュー戦のニューヨーク・レッドブルズ戦のみの出場に終わった。2008年5月、D.C. ユナイテッド戦でプロ初ゴール。
2013年シーズン終了後、ポートランド・ティンバーズに移籍。2015年のMLSカップではチームの主力として優勝に貢献した。
2015年シーズン終了後、メキシコのサントス・ラグナに100万ドルで移籍。
2018年8月8日、ポートランド・ティンバーズに復帰。
2021年1月12日、ロサンゼルス・ギャラクシーに移籍。
2024年4月18日、現役引退を表明した。

### 代表
ユース年代からアメリカ合衆国代表に選ばれている。2009年にはCONCACAF U-20選手権に参加し準優勝の成績を収めた。
2017年1月29日、セルビア代表とのフレンドリーマッチでフル代表デビュー。3月25日、2018 FIFAワールドカップ・北中米カリブ海予選のホンジュラス戦でゲームキャプテンを務めた。

## タイトル
ポートランド・ティンバーズ
- MLSカップ (1): 2015

サントス・ラグナ
- リーガMX (1): 2018 (C)